# Conferência de Pequim de 1995

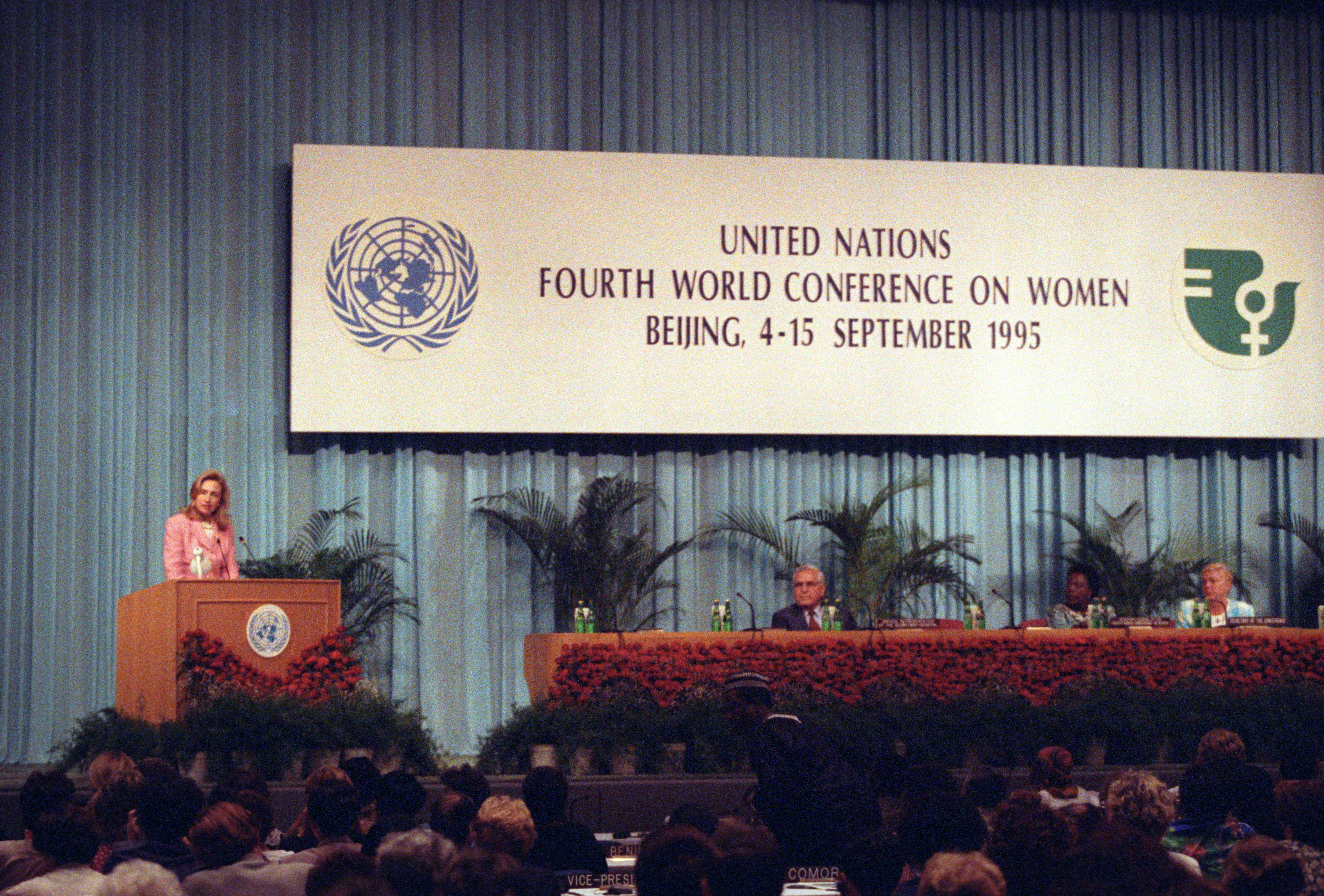
Hillary Clinton na IV Conferência Mundial sobre a Mulher: Igualdade, Desenvolvimento e Paz, em Pequim.

A IV Conferência Mundial sobre a Mulher: Igualdade, Desenvolvimento e Paz foi um encontro organizado pelas Nações Unidas entre 4 de setembro e 15 de setembro de 1995 em Pequim, China. Participaram do evento 189 governos e mais de 5.000 representantes de 2.100 ONGs. Os principais temas tratados foram:
- O avanço e o empoderamento da mulher em relação aos direitos humanos das mulheres;
- Mulher e pobreza;
- Mulher e tomada de decisões;
- A criança do sexo feminino;
- Violência contra a mulher.

Foi nessa conferência que se reconheceu os Direitos sexuais e direitos reprodutivos como pertencentes aos Direitos humanos.